# Бахиоти
Бахиоти (груз. ბახიოთი) — село в Грузии, на территории Сачхерского муниципалитета края (мхаре) Имеретия.

## География
Село находится в центральной части Грузии, в верховьях реки Лашуры (левый приток Квирилы), на расстоянии приблизительно 8 километров (по прямой) к юго-востоку от города Сачхере, административного центра муниципалитета. Абсолютная высота — 857 метров над уровнем моря.

## Население
По результатам официальной переписи населения 2014 года, в Бахиоти проживало 246 человек (117 мужчин и 129 женщин). В национальной структуре населения грузины составляли 100 %.
| Год  | Население, человек |
| ---- | ------------------ |
| 2002 | 346                |
| 2014 | ↘ 246              |